# I liga polska w piłce nożnej (1954)
I liga w piłce nożnej 1954 – 20. edycja najwyższych w hierarchii rozgrywek ligowych polskiej klubowej piłki nożnej.
Mistrzostwo zdobyła drużyna Ogniwa Bytom.
Absolutnym beniaminkiem ligi była Polonia Bydgoszcz wówczas występująca pod nazwą Gwardia (do 1956 r.).
| Poziomy rozgrywkowe w sezonie 1954 | Poziomy rozgrywkowe w sezonie 1954 | Poziomy rozgrywkowe w sezonie 1954 |
| Rozgrywki                          | P                                  | Nazwa                              |
| ---------------------------------- | ---------------------------------- | ---------------------------------- |
| Centralne                          | I                                  | I Liga                             |
| Centralne                          | II                                 | II Liga                            |
| Makroregionalne                    | III                                | III Liga (8 grup)                  |
| Okręgowe (17 okręgów)              | IV                                 | A klasa                            |
| Okręgowe (17 okręgów)              | V                                  | B klasa                            |
| Okręgowe (17 okręgów)              | VI                                 | C klasa                            |

## Tabela
| Msc. | Nazwa klubu            | M  | Zw.-Rem.-Por. | Pkt. | Bramki |
| 1    | Ogniwo Bytom           | 20 | 9-6-5         | 24   | 36:22  |
| 2    | ŁKS-Włókniarz Łódź (b) | 20 | 9-6-5         | 24   | 30:20  |
| 3    | Unia Chorzów           | 20 | 10-4-6        | 24   | 24:18  |
| 4    | Gwardia Warszawa       | 20 | 9-4-7         | 22   | 24:26  |
| 5    | Kolejarz Poznań        | 20 | 9-3-8         | 21   | 14:18  |
| 6    | Górnik Radlin          | 20 | 8-4-8         | 20   | 23:24  |
| 7    | CWKS Warszawa          | 20 | 7-5-8         | 19   | 27:29  |
| 8    | Gwardia Kraków         | 20 | 7-4-9         | 18   | 19:20  |
| 9    | Gwardia Bydgoszcz (b)  | 20 | 6-4-10        | 16   | 18:22  |
| 10   | Budowlani Chorzów      | 20 | 5-6-9         | 16   | 28:37  |
| 11   | Sparta Kraków          | 20 | 5-6-9         | 16   | 21:28  |

Legenda:
|     | Mistrz Polski     |
|     | Spadek do II ligi |
| (b) | Beniaminek        |

## Najlepsi Strzelcy
| Gole | Strzelcy      | Drużyny         |
| ---- | ------------- | --------------- |
| 13   | Henryk Kempny | Ogniwo Bytom    |
| 13   | Ernest Pohl   | CWKS Warszawa   |
| 11   | Teodor Anioła | Kolejarz Poznań |

Wg 

## Klasyfikacja medalowa mistrzostw Polski po sezonie
Tabela obejmuje wyłącznie zespoły mistrzowskie.
|    | Klub             |   |   |   |
| -- | ---------------- | - | - | - |
| 1. | Ruch Chorzów     | 8 | 1 | 3 |
| 2. | Cracovia         | 5 | 2 | 2 |
| 3. | Wisła Kraków     | 4 | 7 | 6 |
| 4. | Pogoń Lwów       | 4 | 3 | 0 |
| 5. | Warta Poznań     | 2 | 5 | 7 |
| 6. | Polonia Warszawa | 1 | 2 | 2 |
| 7. | Garbarnia Kraków | 1 | 1 | 0 |
| 7. | Polonia Bytom    | 1 | 1 | 0 |